# (7123) 1989 TT1
A (7123) 1989 TT1 a Naprendszer kisbolygóövében található aszteroida. Hioki, T., Kawasato, N. fedezte fel 1989. október 9-én.